# Санкт-Петербурзький договір (1875)

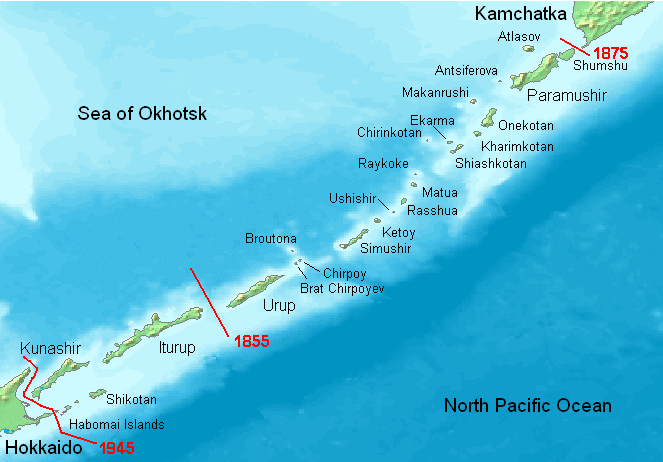
Територіальні зміни на Курилах

Санкт-Петербу́рзький до́говір (яп. 樺太・千島交換条約, からふと・ちしまこうかんじょうやく, «договір про обмін Сахаліну на Курили»; рос. Петербургский договор)  — договір про обмін територіями між Російською і Японською імперіями. Був підписаний 7 травня 1875 року в Санкт-Петербурзі Олександром Горчаковим зі сторони Росії і Еномото Такеакі зі сторони Японії. Написаний французькою мовою.

## Короткі відомості
Переговори про урегулювання питання про острів Сахалін велись між Росією та Японією з 1862 року. 30 березня 1867 року в Петербурзі була підписана конвенція, за якою японцям і росіянам надавались рівні права щодо проживання на острові, пересування, будівництва і заняття промислами.
1869 року Японія оголосила про готовність відмовитись від Південного Сахаліну в обмін на Північну гряду Курильських островів, якою володіли росіяни. Японія не мала сил для колонізації Південного Сахаліну, а Росія не мала ресурсів для колонізації Курил.
Згідно з Санкт-Петербурзьким договором 1875 року Росія передала Японії 18 Курильських островів від острова Уруп до острова Шумшу в обмін японський Південний Сахалін. Кордон між двома державами в цьому районі встановлювався через протоку між мисом Лопатка на Камчатці та островом Шумшу. Жителі вказаних районів могли повернутися на батьківщину чи залишатися на місці, зберігаючи свободу віросповідання, права власності і промислів за умови прийняття підданства і підпорядкування законам відповідної держави.
Японські судна отримали право без оплати портового мита протягом 10 років заходити в порт Корсаков на Південному Сахаліні, де створювалось консульство Японії. Японським купцям, рибопромисловцям і суднам надавався режим найбільшого сприяння в портах і водах Охотського моря і Камчатки.
22 серпня 1875 року в Токіо була прийнята додаткова стаття до договору, яка регулювала права осіб, які залишались на місцях свого проживання.